# Ribeira (A Coruña)
Ribeira (galicisch und offiziell;spanisch Riveira oder Ribeira) ist ein Municipio, eine Parroquia und ein Ort in der Autonomen Gemeinschaft Galicien in der Provinz A Coruña, im Norden von Spanien. Die 27.111 Einwohner (Stand: 2024) leben auf einer Fläche von 68,83 km², 141 Kilometer von der Regierungshauptstadt A Coruña entfernt.
Ribeira ist auch Verwaltungssitz der Comarca Barbanza.

## Geschichte
Wie überall in Barbanza gibt es in der Gemeinde Ribeira Reste aus der Megalithkultur. Dolmen und Wallburgen sind dafür Zeugnisse.
Die erste urkundliche Erwähnung von Ribeira stammt aus einer Kirchenurkunde von 1438.
Im Laufe der Jahrhunderte war die Gemeinde immer wieder Schauplatz gewaltsamer Überfälle durch die Wikinger, die Sarazenen und zahlreicher Piraten.
König
Alfons XIII. erteilte im Jahr 1906 das Stadtrecht.

## Demografie
Legende: Rivéira___Ribeira

Quelle: INE-Archiv – grafische Aufarbeitung für Wikipedia

## Gemeindegliederung
Die Gemeinde Ribeira ist in neun Parroquias gegliedert:
| Parroquias  | Patrozinium          | Einwohner 2024 | Fläche km² | Dichte Einw./km² | Höhe msnm | Ortskennzahl |
| ----------- | -------------------- | -------------- | ---------- | ---------------- | --------- | ------------ |
| Aguiño      | Nosa Señora do Carme | 2.857          | 5,46       | 523              | 16        | 15073010000  |
| Artes       | San Xián             | 768            | 8,17       | 94               | 65        | 15073020000  |
| Carreira    | San Paio             | 1.988          | 8,99       | 221              | 33        | 15073030000  |
| Castiñeiras | O Bo Pastor          | 1.402          | 1,35       | 1.039            | 24        | 15073040000  |
| Corrubedo   | Santa María          | 731            | 4,96       | 147              | 17        | 15073050000  |
| Oleiros     | San Martiño          | 919            | 15,27      | 60               | 34        | 15073060000  |
| Olveira     | Santa María          | 1.178          | 9,65       | 122              | 56        | 15073070000  |
| Palmeira    | San Pedro            | 2.585          | 7,60       | 340              | 17        | 15073080000  |
| Ribeira     | Santa Uxía           | 14.602         | 6,14       | 2.378            | 8         | 15073090000  |

## Sehenswürdigkeiten

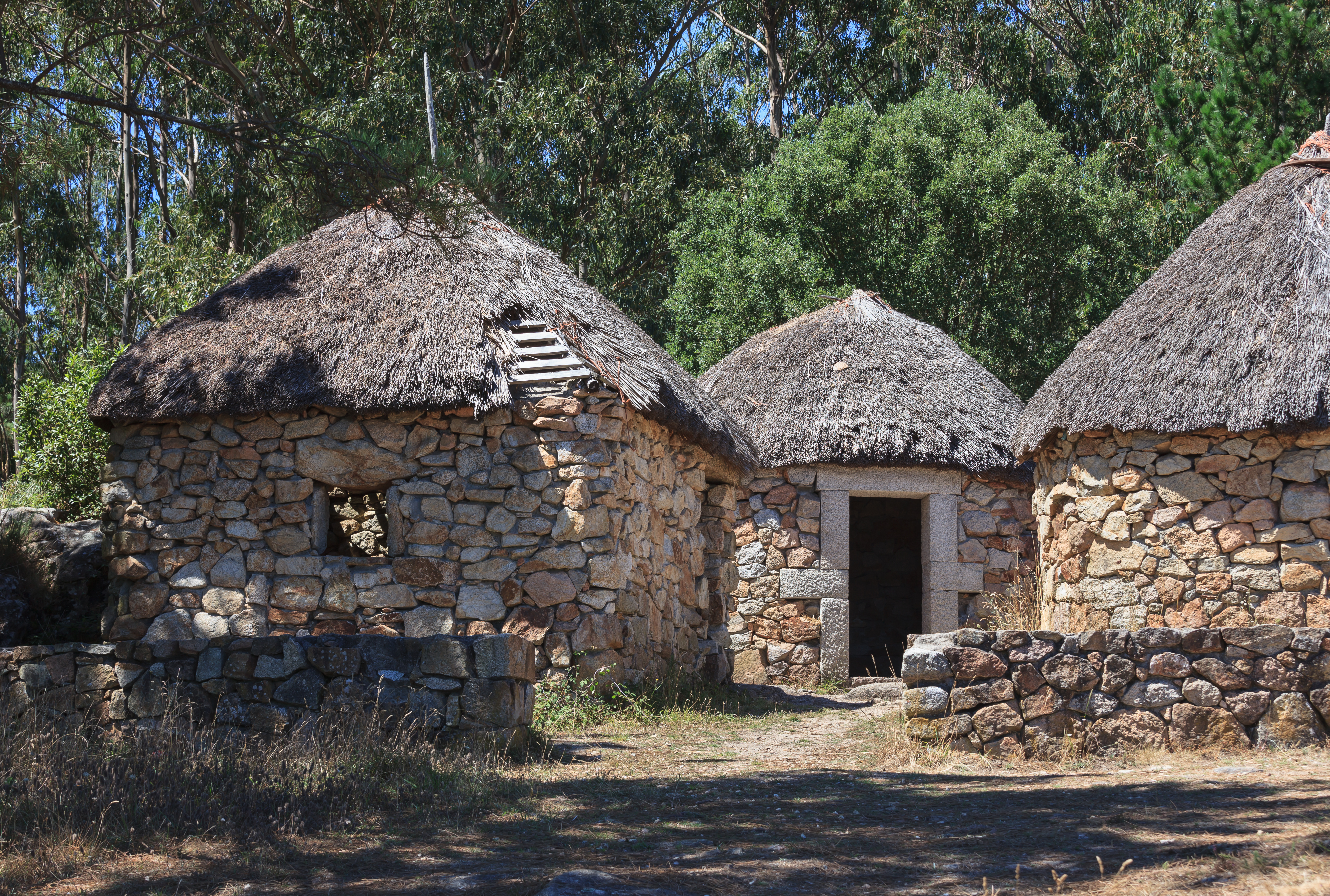
Rundütten
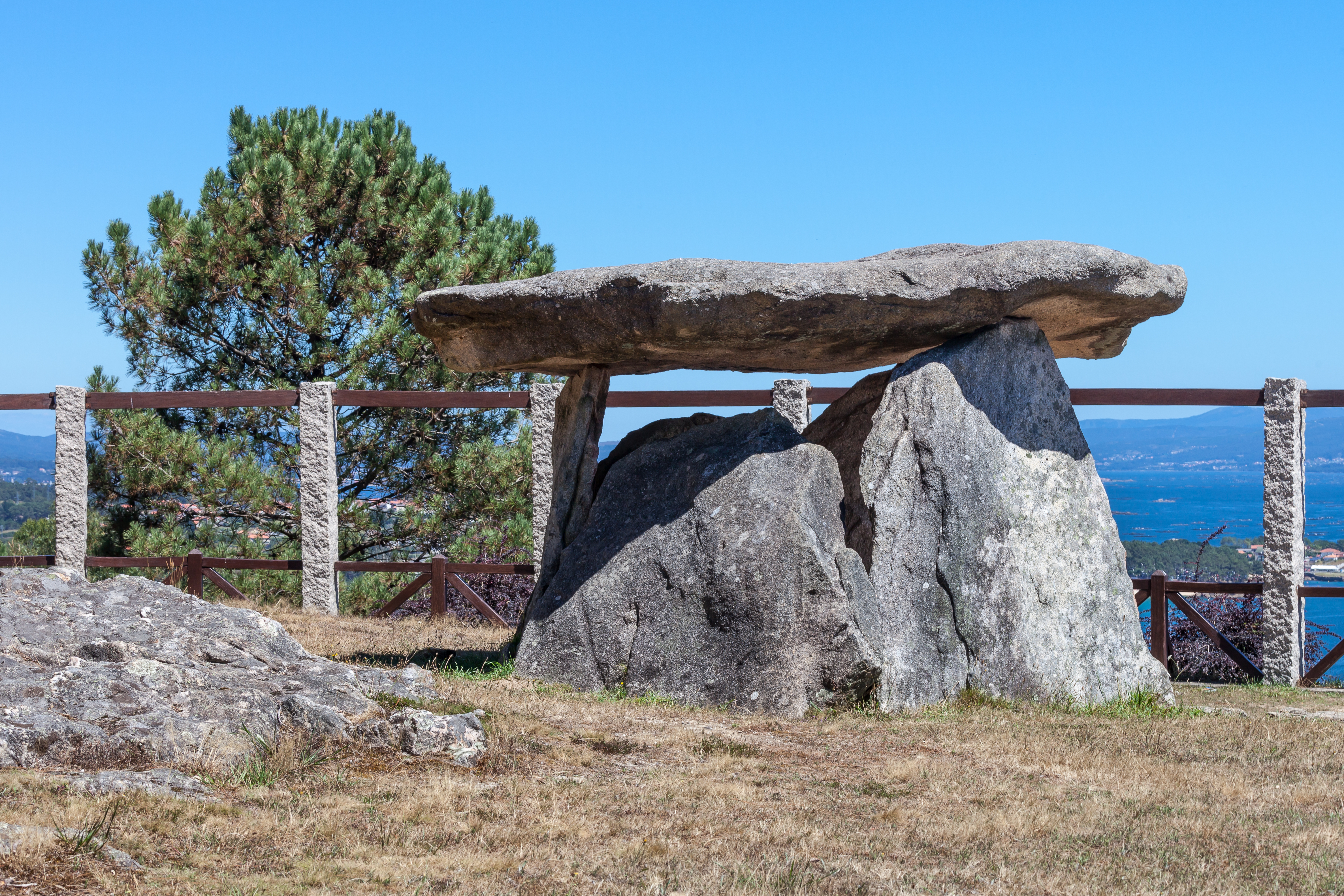
Anta
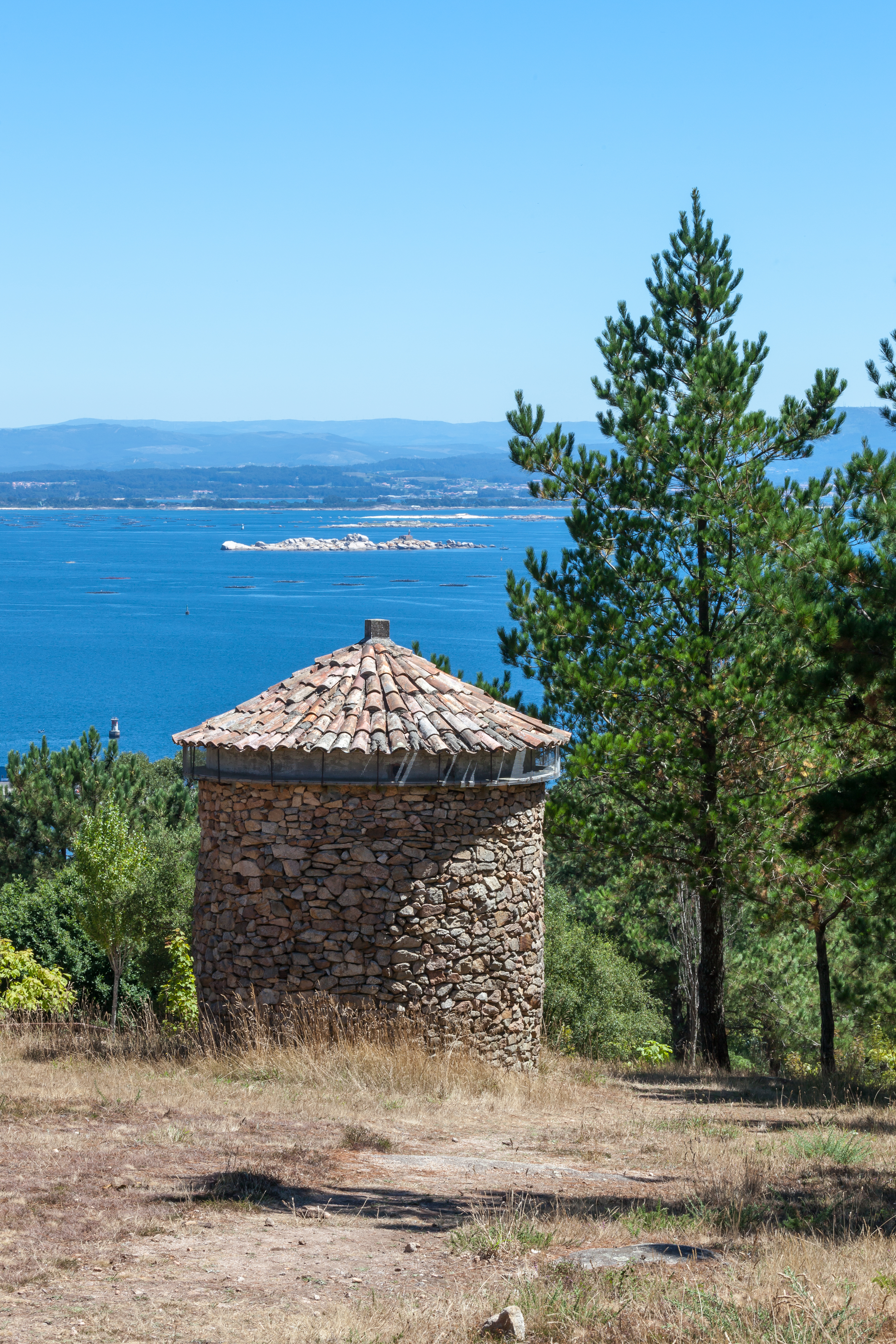
Taubenturm

- Die Pfarrkirchen der Parroquias bieten einen Einblick in die religiöse Architektur der Region.
- Eine Vielzahl von Stränden am Atlantik[7]
- Pedra das Cabras Petroglyphen
- Dolmen von Axeitos
- „Castro do Monte da Cidá“, Reste einer keltischen Wallburg
- Naturpark Dünen von Corrubedo
- Área Recreativa de San Roque

## Wirtschaft
| Ackerbau, Viehzucht und Fischerei                                                  | 1.011 | 011,08 |
| Industrie                                                                          | 1.740 | 019,07 |
| Bauwirtschaft                                                                      | 0521  | 05,71  |
| Dienstleistungsbetriebe                                                            | 5.852 | 064,14 |
| Total                                                                              | 9.124 | 100,00 |
| * Daten aus dem Statistischen Amt für Wirtschaftliche Entwicklung in Galicien, IGE |       |        |

## Partnerstädte
- Adeje  Kanarische Inseln
- New Jersey  New Jersey

## Personen (Auswahl)
- Andrés Torres Queiruga (* 1940), römisch-katholischer Theologe
- David González Paz (* 1997), Fußballspieler